# دوغ كريستي
دوغ كريستي هو محامي كندي، ولد في 24 أبريل 1946 في وينيبيغ في كندا، وتوفي في 11 مارس 2013 في فيكتوريا في كندا بسبب سرطان الكبد.

## وصلات خارجية
- الموقع الرسمي